# Bob Swanson
Pour les articles homonymes, voir Swanson.
Bob Swanson, né le 20 août 1912 à Minneapolis (Minnesota) et mort le 13 juin 1940 à Perrysburg (Ohio), est un pilote automobile américain.

## Biographie
En 1934, Swanson remporte le premier Turkey Night Grand Prix (en). Aux 500 miles d'Indianapolis 1939, il est impliqué dans l'accident qui tue le champion en titre Floyd Roberts. Bob Swanson se tue un an plus tard alors qu'il tente de se qualifier pour une course de voitures miniatures (midget car racing (en)).
Il a été intronisé au National Midget Auto Racing Hall of Fame (en).

## Résultats à l'Indy 500
| Année  | Car    | Start  | Qual    | Rank   | Finish | Laps | Led | Retired    |
| ------ | ------ | ------ | ------- | ------ | ------ | ---- | --- | ---------- |
| 1937   | 33     | 21     | 121.920 | 6      | 28     | 52   | 34  | Carburetor |
| 1939   | 32     | 22     | 129.431 | 3      | 31     | 19   | 0   | Rear axle  |
| 1940   | 32     | 20     | 124.882 | 6      | 6      | 196  | 0   | Flagged    |
| Totals | Totals | Totals | Totals  | Totals | Totals | 267  | 34  |            |

| Starts    | 3 |
| Poles     | 0 |
| Front Row | 0 |
| Wins      | 0 |
| Top 5     | 0 |
| Top 10    | 1 |
| Retired   | 2 |

## Distinctions
- National Midget Auto Racing Hall of Fame (en)